# I giorni del condor
I giorni del condor  è un album di Zampa e Capstan prodotto interamente dal beatmaker Non dire Chaz. Uscito a maggio 2012, il progetto si avvale delle collaborazioni di Bassi Maestro, Jack the Smoker, Asher Kuno, DJ Steve, Mdt, E-green, Sonbudo, Taba el Pinta, Jim, Jap, Re-tko, Astio, Flesha e Luciana Vaona. Anticipato dal video del singolo I giorni del condor, l'album ha riscosso ottimi consensi all'interno dell'ambiente hip hop italiano. 
Il 10 settembre 2012 è uscito il secondo video tratto dal disco: City of Gotto con  Muttofunk.

## Tracce
1. NDC Ouverture
2. Mutulake
3. Testa Dura – con DJ Steve
4. I Giorni Del Condor – con Bassi Maestro & DJ Steve
5. Dove Vado Ora
6. City of Gotto – con Muttofunk
7. Modi Per Non Affogare – con Luciana Vaona
8. Love My Life – con Luciana Vaona
9. Hell Yeah – con Asher Kuno
10. On The Road
11. La Musica, Stop
12. Nothing Like Home – con Luciana Vaona
13. Niente Ci Separerà – con Efeizee
14. Stessa Merda (Un Giorno Differente) – con Jack The Smoker & DJ Steve
15. Punk Island – con MDT & E-Green
16. Expand Your Mind – con DJ Steve
17. Il Branco pt.2 – con DJ Steve, Sonbudo, Taba el Pinta, Jim, Jap, Re-tko, Astio & Flesha
18. Aspettando Il Temporale
19. Manifesto